# Teater Viirus

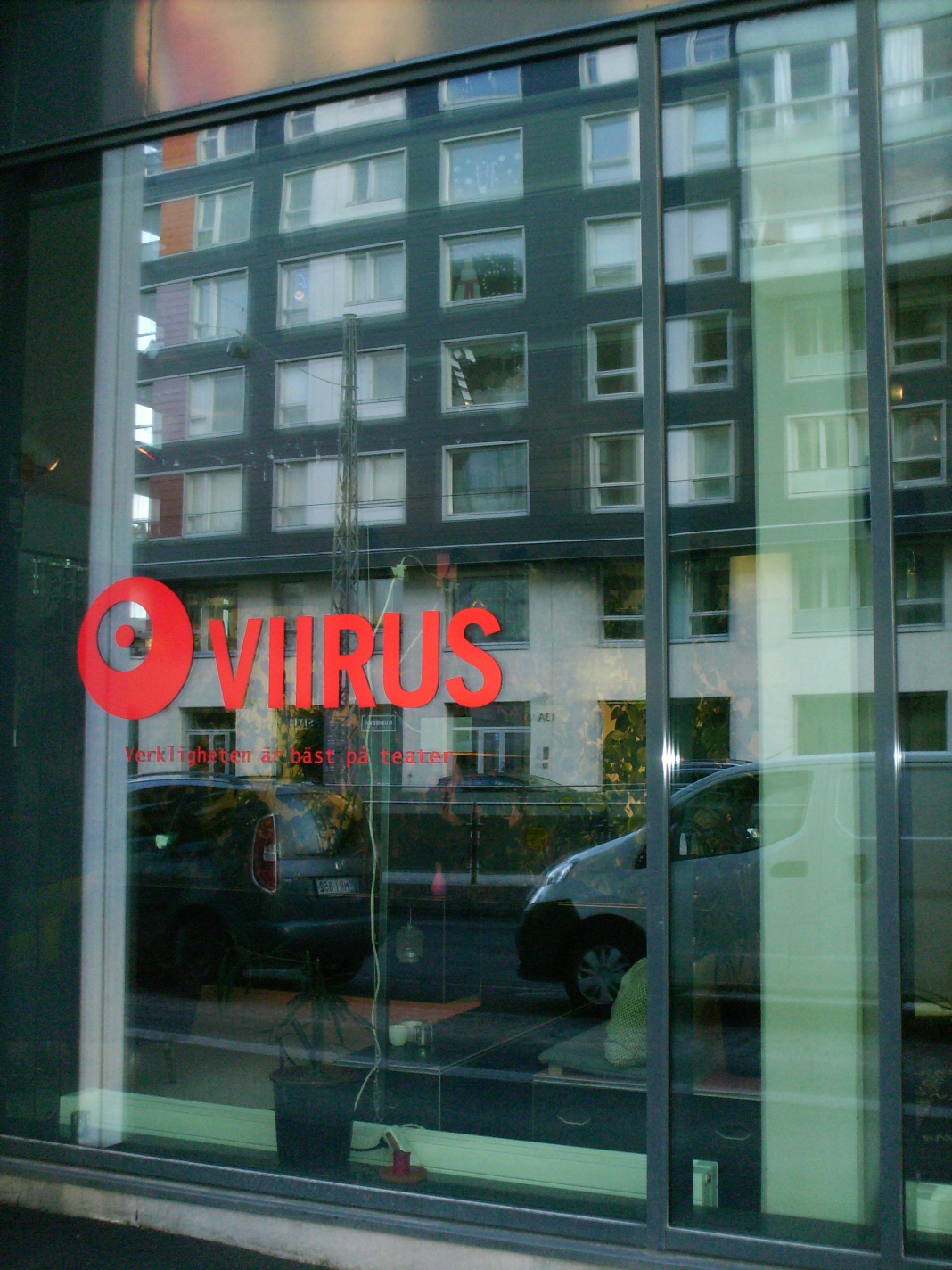
Viirus flyttade till Busholmen 2017.

Viirus är en finlandssvensk yrkesteater grundad 1987 i Helsingfors av Mats Långbacka, Johan Storgård, Robert Enckell och Arn-Henrik Blomqvist. Viirus tilldelades år 1996 priset "Nuoren taiteen Suomi" (Den unga konstens Finland) och utnämndes 2005 av Nöjesguiden till stadens bästa teater. År 2014 valdes Viirus till Årets teater av Finlands teatrar r.f.
År 2011 byttes teaterns ensemble och ledning ut i och med ett generationsskifte. Den nya gruppen bestod av regissören Maria Lundström, producenten Matilda von Weissenberg samt skådespelarna Maria Ahlroth, Oskar Pöysti, Pelle Heikkilä, Viktor Idman och Jessica Raita. Teatern har varit verksam på Lepakko, Råholmen, Diana-scenen, Södervik, Kronohagen och fr.o.m. år 2017 är teatern verksam i en ny teatersal på Busholmen. I samband med flytten firade Viirus 30-årsjubileum år 2017.

## Historia
Teater Viirus grundades år 1987 av skådespelarna Robert Enckell, Mats Långbacka, Johan Storgård och regissören Arn-Henrik Blomqvist. Målsättningen var att skapa energisk, fördomsfri teater som är à jour med sin tid, ja, att helt enkelt göra sådan teater som skådespelarna själva skulle vilja se. Viirus har alltid varit ett dynamiskt och spännande alternativ till den traditionella institutionsteatern. Under de senaste 20 åren har institutionsteatrarnas roll och deras arbetsmetoder förändrats och nuförtiden existerar många professionella fria grupper parallellt med institutionsteatrarna. För många professionella grupper har Viirus fungerat som ett uppmuntrande exempel på att det är möjligt att arbeta som en professionell teatergrupp på svenska i Finland.
Sedan starten 1987 har Viirus producerat över 100 föreställningar och teatern har sysselsatt många skådespelare, regissörer, scenografer och författare. Många finländska professionella regissörer har regisserat en av sina första föreställningar på Viirus. Teatern har också fungerat som en kuvös och ett laboratorium för ny dramatik och genererat åtskilliga nya texter genom att ge författarna en möjlighet att arbeta med teatern. Laboratorieverksamheten utvecklades till en separat enhet år 2001, som fick namnet Labbet och som längre fram blev en självständig organisation. Viirus var också den scen som först introducerade stand-up-komedin i Finland.
Viirus har även arbetat med samarbetsproduktioner både med andra professionella grupper och institutionsteatrar i Finland och utomlands. En stor del av föreställningarna har också turnerat i skolor och daghem och på olika tillställningar runt om i Finland. Teatern har blivit inbjuden till många festivaler och nordiska teatrar samt internationella teaterfestivaler.
I över 15 år hade Viirus förmånen av ett eget scenutrymme på Råholmen, men år 2007 ändrade Helsingfors stad stadsplanen för detta område, varpå teatern började söka efter nya utrymmen i centrum av Helsingfors. I samband med letandet efter ett permanent hem har teatern undersökt flera olika utrymmen och samarbetsformer. Efter en tid i Gasverkets gamla utrymmen i Södervik samarbetade teatern intensivt med Universum, Unga teatern och Klockriketeatern spelåret 2009-2010. Från och med augusti 2010 hade Viirus ett nytt hem: både teatern och kansliet flyttade in på fjärde våningen i Teaterhörnans hus i Kronohagen.
År 2017 flyttade teatern hela sin verksamhet till Busholmen till en splitterny teatersal i Victoria-kvarteret.

## Senaste årens repertoar
- Diptyk (2025)
- Premiär på fredag! (2024)
- Doves and Bloods (2024)
- Vem dödade bambi? (2023)
- Versailles (2022)
- Pelikanen (2022)
- Rocky (2021)
- Fyra dagar av närhet (2021)
- Familjen Bra (2020)
- Hamlet All Inclusive (2020)
- Roulettenburg (2019)
- Den Stora Elden (2018)
- Den Andra naturen (2018)
- Mästaren och margarita (2017)
- MONSTER (2017)
- Allt som sägs (2016–2017)
- RAMY – In the Frontline (2016)

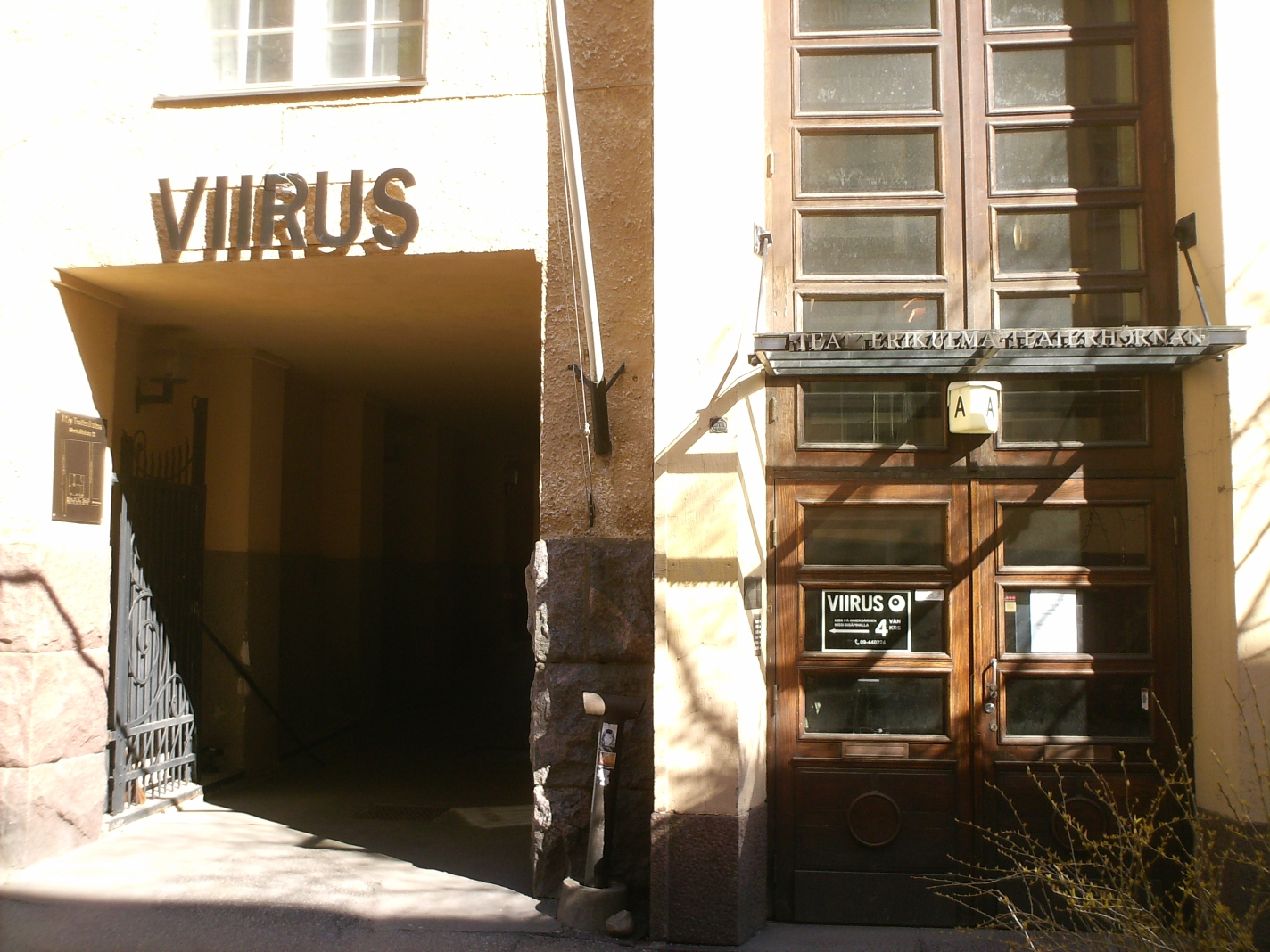
Viirus fanns hos Teaterhörnan i Kronohagen åren 2010–2017.

- Lampedusa – Dreams of EUtopia (2016)
- Det osynliga barnet (2014–2016)
- Lucky (2015)
- Valet och kvalet (2015)
- Gräset är mörkare på andra sidan (2014)
- Där vi en gång flått (2013)
- Tro (2013)
- Oskuld (2013)
- Woyzeckmaterial (2012)
- Identity (2011)
- Tillsammans (2011–2012)
- In kommer Gösta (2010)
- Farbror Fedja, katten och hunden (2010)
- Jag är din flickvän nu! (2008–2010)
- Caligula (2008)
- No Return (2008)
- Oleanna (2007)
- Mitt inne i lekstugan
- Hjortkungen
- Undantaget
- Clockwork (2006)
- No Return (2005)
- Barnet med badvattnet (2005)
- Jacques och hans mästare (2004)
- Populistisk skit (2004)
- Familjen Bladhs barn (2004)
- Naiv. Super (2003)
- Populärmusik från Vittula (2003)